# Celina Sinden
Celina Sinden es una actriz inglesa, más conocida por interpretar a Greer en la serie Reign.

## Biografía
En 2013 comenzó a salir con el actor canadiense Rossif Sutherland, con quien se casó el 21 de febrero de 2016. La pareja tiene un hijo, Theodore Sutherland (2016).

## Carrera
En 2010 apareció en el cortometraje My Neighbour's Dog como Jane. En 2013 se unió al elenco principal de la serie Reign, donde interpretó a Greer de Kinross.

## Filmografía

### Series de televisión
| Año         | Título | Personaje        | Notas        |
| ----------- | ------ | ---------------- | ------------ |
| 2013 - 2017 | Reign  | Greer de Kinross | 61 episodios |

### Películas
| Año  | Título             | Personaje | Notas                        |
| ---- | ------------------ | --------- | ---------------------------- |
| 2010 | My Neighbour's Dog | Jane      | corto - junto a Jon Cottrell |